# E2F1
El factor de transcripción E2F1 (E2F1) es una proteína codificada en humanos por el gen E2F1.
La proteína codificada por este gen pertenece a la familia de factores de transcripción E2F. Los miembros de esta familia juegan un papel crucial en el control del ciclo celular y en la acción de las proteínas supresoras de tumores, siendo además una diana de las proteínas transformantes de virus tumorales de ADN pequeño. Las proteínas E2F contienen varios dominios conservados que se encuentran en la mayoría de los miembros de esta familia. Estos dominios incluyen un dominio de unión a ADN, un dominio de dimerización que determina la interacción con factores de transcripción implicados en la regulación de la diferenciación celular, un dominio de transactivación rico en aminoácidos ácidos, y un dominio de asociación a proteínas supresoras de tumores que está embebido dentro del dominio de transactivación. La proteína E2F1 y otros dos miembros de esta familia, E2F2 y E2F3, tienen un dominio de unión a ciclina adicional. E2F1 se une preferentemente a la proteína del retinoblastoma de un modo dependiente del ciclo celular, y puede mediar tanto en la regulación de la proliferación celular como en el proceso de apoptosis dependiente o independiente de p53.

## Interacciones
La proteína E2F1 ha demostrado ser capaz de interaccionar con:
- NCOA6[3]
- Proteína del retinoblastoma-like 1[4]
- Proteína del retinoblastoma[5][6][7][8][4][9][10]
- GTF2H1[11]
- SKP2[12]
- PURA[13]
- NPDC1[14]
- Sp2[15]
- Sp1[16][15][17]
- CUL1[12]
- ARID3A[18]
- TOPBP1[19][20]
- Ciclina A1[21]
- TP53BP1[7]
- Ciclina A2[22]
- Sp4[15]
- Sp3[15]
- Prohibitina[23][24][25][26]
- NDN[10][27]
- MDM4[28]
- TFDP1[29][18][9][30]
- Ubiquitina C[31]